# Литовская Хельсинкская группа
Литовская Хельсинкская группа (лит. Lietuvos Helsinkio grupė) — первая открытая правозащитная ассоциация, образованная в Литовской ССР в ноябре 1976 года по образцу МХГ.
В её состав вошли литовские диссиденты: католический священник Каролис Гаруцкас, физик Эйтан Финкельштейн, бывшие политзаключённые Она Лукаускайте-Пошкене, Викторас Пяткус и поэт Томас Венцлова.
ЛХГ собирала сведения о нарушении прав человека в Литве, обнародовала более 30 документов и обращений (несколько совместно с МХГ).
В 1981 году после арестов на свободе остался только один член группы (О. Лукаускайте-Пошкене). Восстановлена в 1988 году и действует по сей день.

## История
Вдохновленная Московской Хельсинкской группой, литовская группа была основана пятью диссидентами из разных слоев общества: священником-иезуитом Каролисом Гаруцкасом, еврейским «отказником» Эйтанасом Финкельштейном, поэтом и депортированной Оной Лукаускайте-Пошкене, дважды находившимся в заключении католическим диссидентом Викторасом Петкусом и поэтом Томасом Венцлова. Официально о формировании было объявлено на пресс-конференции перед иностранными журналистами агентств Reuters и Chicago Tribune 27 ноября или 1 декабря 1976 года в квартире Юрия Орлова (переводчиком с английского языка выступал Натан Щаранский). У группы не было более формальной структуры или определённого лидера, хотя Петкус был её неофициальным лидером и движущей силой.
Различное происхождение основателей было призвано служить широкому кругу интересов. Группа не хотела становиться ещё одной католической или националистической диссидентской группой; вместо этого он стремился работать над фундаментальными и универсальными правами человека, которые привлекли бы интеллигенцию, горожан, не литовцев и других. Группа не ограничивала свои отчеты Литвой или литовцами; например, в нём сообщалось об арестах трех эстонцев (Марта Никлуса, Эрика Удама и Энна Тарто), дискриминации 49 семей поволжских немцев, проживающих в Радвилишкисе, и преследовании русского пятидесятника, проживающего в Вильнюсе. Группа подготовила не только отчеты, касающиеся конкретных лиц, но и отчеты по более широким вопросам. В 1977 году группа подготовила отчеты о положении бывших политических заключенных, уделив особое внимание запрету на возвращение в Литву даже после окончания срока их заключения и католической церкви. Она также направила отчет на совещание по итогам Совещания по безопасности и сотрудничеству в Европе в Белграде (4 октября 1977 года — 8 марта 1978 года).
В январе 1979 года Комиссия по безопасности и сотрудничеству в Европе выдвинула Хельсинкские группы Советского Союза, в том числе литовскую группу, на Нобелевскую премию мира. Петкус надеялся создать более широкую балтийскую организацию, которая представляла бы все три балтийских государства, но от этих планов отказались после его ареста в августе 1977 года. После ареста Петкуса в деятельности группы наступило затишье. Он снова стал более активным в начале 1979 года и опубликовал дополнительные документы, в основном протестующие против арестов различных диссидентов, в том числе Антанаса Терлецкаса, и заявления с критикой правительства Чехословакии и советско-афганской войны. Однако аресты четырёх других членов фактически прекратили деятельность Литовской Хельсинкской группы.
Группа была восстановлена в 1988 году, когда политика гласности и перестройки позволила более свободно выражать свои политические мысли. 20 ноября 1988 года группа приняла трех новых участников: Балиса Гаяускаса, Казимираса Крижявичюса и Нийоле Садунайте. Группа присоединилась к движению за независимость и опубликовала множество отчетов и документов (около 100 документов только в 1991 году). Документы были собраны и опубликованы в двух томах Центром исследований геноцида и сопротивления Литвы в 1999 году и Литовской ассоциацией прав человека в 2006 году. Многие члены группы, в том числе Викторас Петкус, вступили в Литовскую ассоциацию прав человека, первую официальную правозащитную организацию, созданную в 1989 году. Хельсинкская группа продолжает оставаться официальной группой; в марте 2014 г. он стал соучредителем Литовского координационного центра по правам человека (лит. Lietuvos žmogaus teisių koordinavimo centras).

## Членство
Томасу Венцлове, сыну известного советского писателя Антанаса Венцлова, было разрешено эмигрировать в Соединенные Штаты всего через два месяца после образования группы. Викторас Петкус был арестован 23 августа 1977 года. После суда в 1978 году он был приговорен к 10 годам лишения свободы и 5 годам ссылки. Он был освобожден после введения гласности в 1988 году. Каролис Гарукас умер от рака 5 апреля 1979 года; Она Лукаускайте-Пошкене умерла 4 декабря 1983 года. Эйтан Финкельштейн ушел из группы в 1979 году, и в декабре 1983 года ему было разрешено эмигрировать в Израиль. Он также направил отчет на совещание по итогам Совещания по безопасности и сотрудничеству в Европе в Белграде (4 октября 1977 года — 8 марта 1978 года).
Помимо пяти членов-основателей, к группе присоединились ещё шесть человек. Бронюс Лауринавичюс, католический священник, был принят в январе 1979 г., но 25 ноября 1981 г. он погиб в подозрительном дорожно-транспортном происшествии. Юрявичюс, бывший литовский партизан. Витаутас Скуодис, профессор геологии, также присоединился к группе, но был арестован в ноябре 1979 г. за хранение 300-страничной рукописи под названием «Духовный геноцид Литвы». 14 февраля 1980 года Статкявичюс был арестован и переведен в психиатрическую больницу. Группа протестовала против арестов и хотела принять Витаутаса Вайчюнаса, рабочего, но Юрявичюс и Вайчюнас были арестованы 25 марта 1981 года. Поэтому в начале 1981 года Лукаускайте-Пошкене была единственным членом группы, но из-за плохого здоровья она не смогла продолжить деятельность группы.
В конце 1980-х — начале 1990-х в восстановленную группу добавилось много новых участников. Всего в группе был 41 официальный участник плюс около 84 неофициальных участников. Среди них были Витаутас Богушис, Гинтаутас Иешмантас, Нийоле Садунайте и Казис Сая.

### Арестованные участники
Следующие члены группы были арестованы и осуждены советскими властями:
- Викторас Петкус был приговорен 13 июля 1978 г. к трем годам лишения свободы, семи годам лагерей особого режима и пяти годам ссылки за «антисоветскую агитацию и пропаганду»;
- Альгирдас Статкявичюс был приговорен 11 августа 1980 г. к принудительному психиатрическому лечению после ареста 14 февраля 1980 г., как сообщается, за «антисоветскую деятельность»;
- Витаутас Скуодис был приговорен 22 декабря 1980 г. к семи годам лагерей строгого режима и пяти годам ссылки за «антисоветскую агитацию и пропаганду»;
- Мечисловас Юрявичюс был приговорен 25 июня 1981 г. к трем годам лагерей строгого режима за «организацию крестных ходов»;
- Витаутас Вайчюнас был приговорен 25 июня 1981 года к двум с половиной годам лагерей общего режима за «организацию крестных ходов».